# Calamia bimaculata
Calamia bimaculata är en fjärilsart som beskrevs av Krulikovski. Calamia bimaculata ingår i släktet Calamia och familjen nattflyn. Inga underarter finns listade i Catalogue of Life.